# Khỉ vàng sư tử Tamarin
Leontopithecus rosalia là một loài động vật có vú trong họ Cebidae, bộ Linh trưởng. Loài này được Linnaeus mô tả năm 1766.
Đây là loài bản địa rừng ven biển Đại Tây Dương của Brasil, loài này là loài nguy cấp với số lượng khoảng 1500 con và trải ra trong ba địa điểm dọc theo đông nam Brasil, và số lượng nuôi nhốt khoảng 490 con trong 150 sở thú.

## Hình ảnh

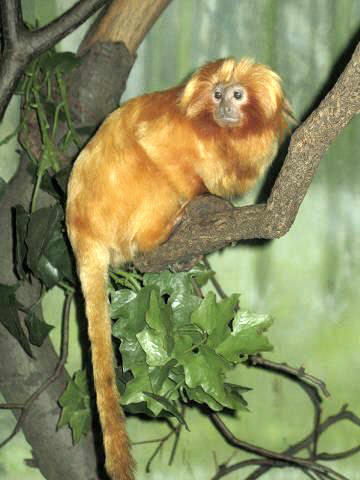
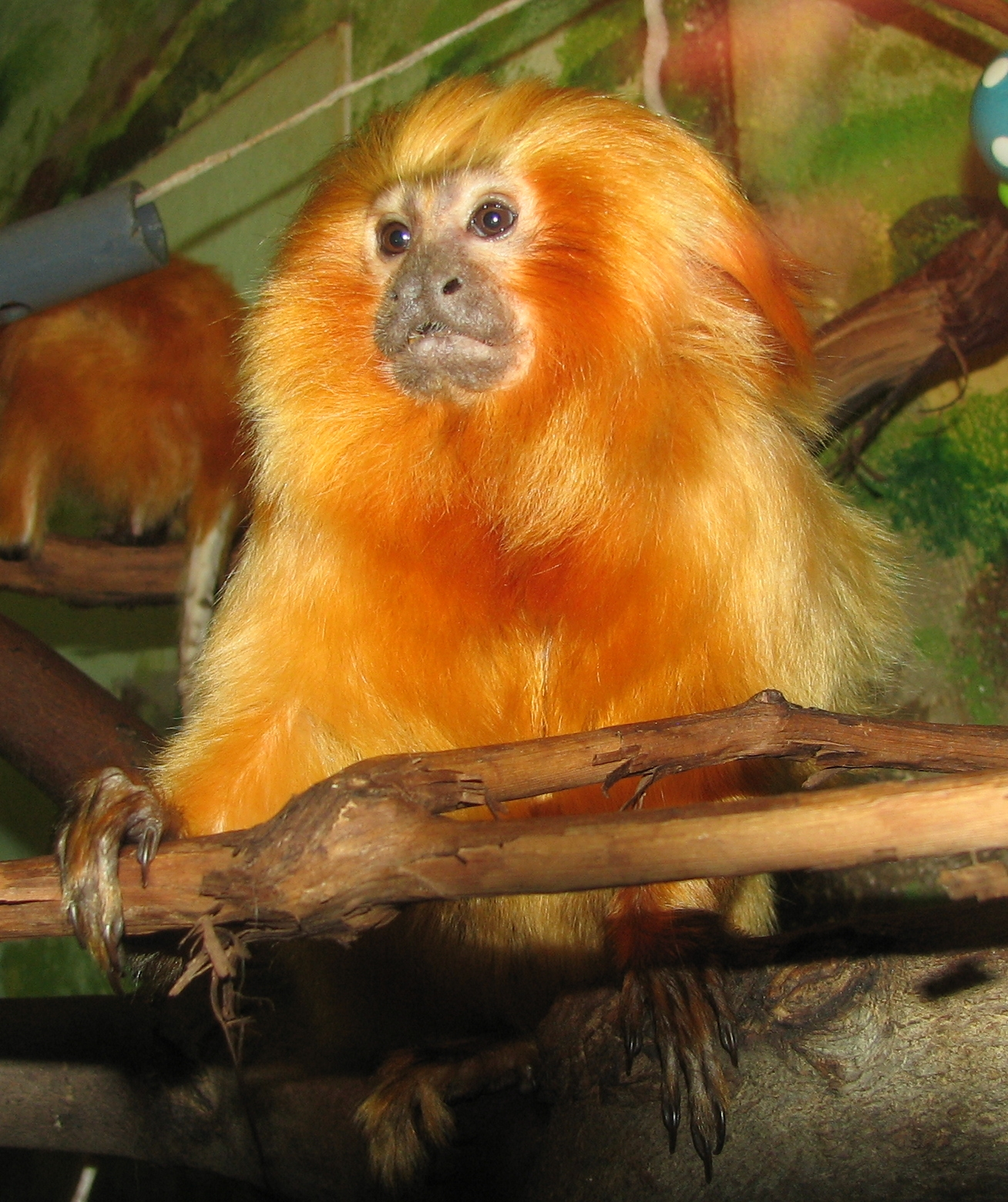
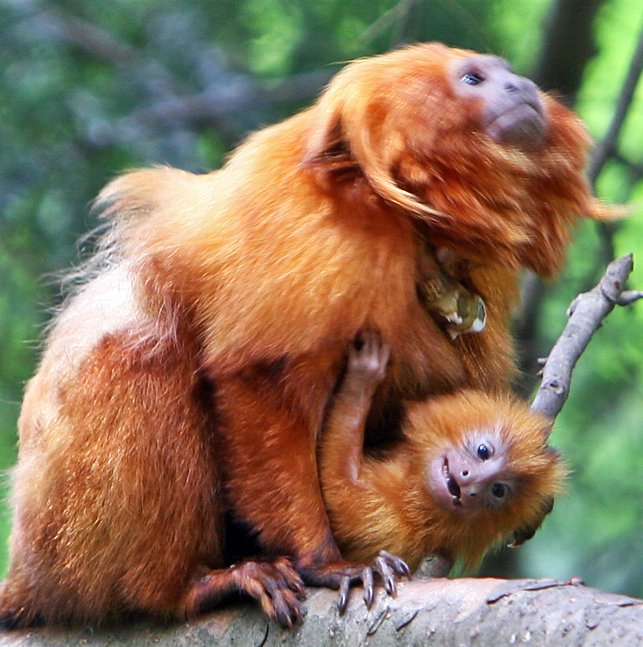
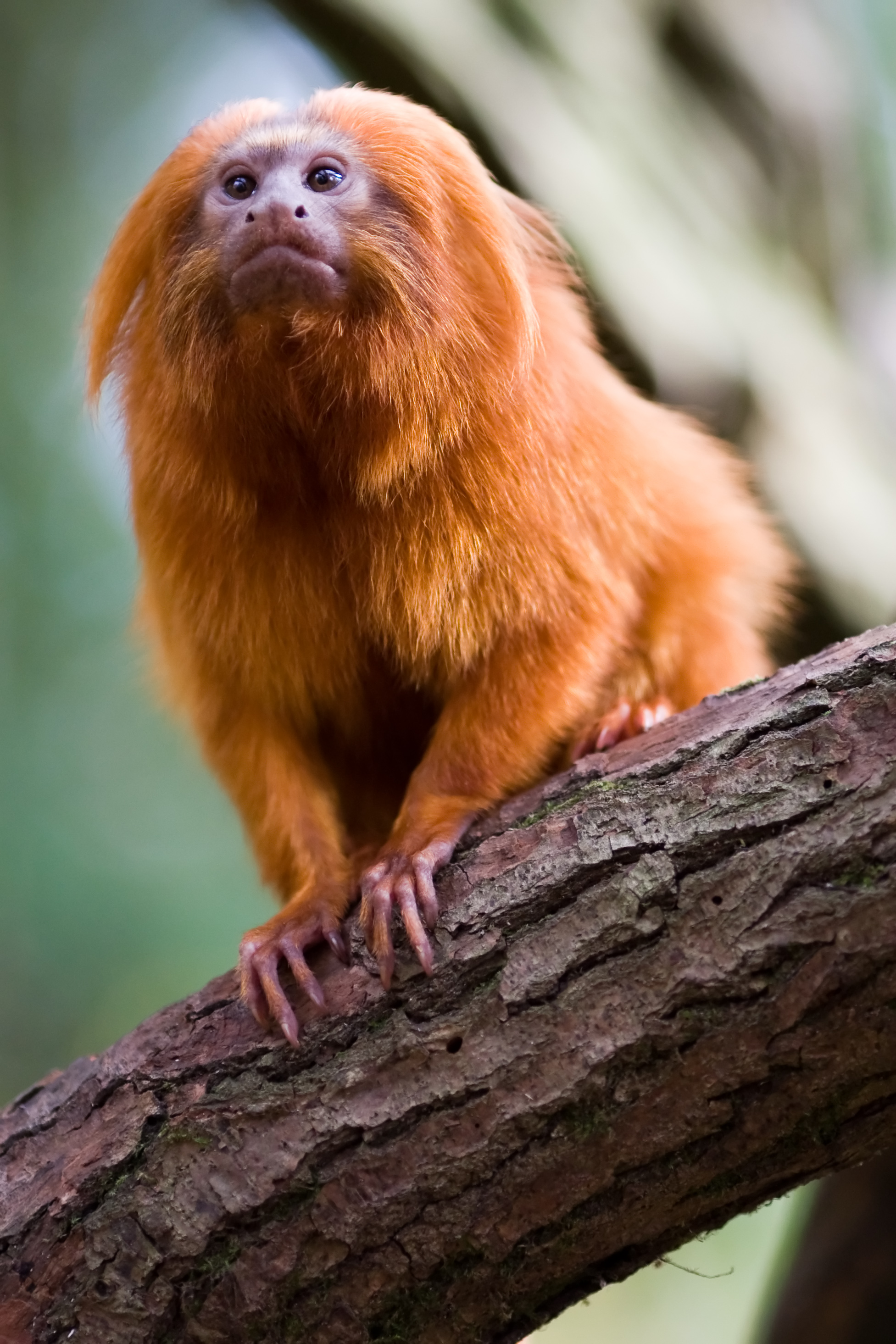